# Roqueta (manzana)
Roqueta es el nombre de una variedad cultivar de manzano (Malus domestica). Esta manzana está cultivada en la colección de la Estación Experimental Aula Dei (Zaragoza). Esta manzana es originaria de la Comunidad autónoma de Cataluña, San Baudilio de Llobregat, provincia de Barcelona, donde tuvo su mejor época de cultivo comercial en la década de 1960.

## Sinónimos
- "Manzana Roqueta",[4]
- "Poma Roqueta".[6][7]

## Historia
Variedad de Cataluña, cuyo cultivo conoció cierta expansión en el pasado, pero que a causa de su constante regresión en el cultivo comercial no conservaban apenas importancia y prácticamente habían desaparecido de las nuevas plantaciones en 1971, así hay variedades tales como 'Camuesa de Llobregat' y 'Manyaga' que constituían en 1960 el 70% de la producción de manzana en la provincia de Barcelona y se encontraba la primera en otras nueve provincias y la segunda en seis y 'Normanda' que estaba muy difundida hasta 1960 entre los viveristas de Aragón (representaba el 25% de la cosecha en la cuenca del Jiloca). En 1971 Puerta-Romero y Veirat sólo encontraron 184 ha de “Manyaga” (el 31% con más de 20 años), 81 ha de “Camuesa de Llobregat” (el 36% con más de 20 años) y ya no citan al cultivar “Normanda”.

## Características
El manzano de la variedad 'Roqueta' tiene un vigor Medio; tubo del cáliz pequeño, estrecho y alargado, sin embargo otros, son cortos y anchos de forma cónica; estambres insertos en su mitad.
La variedad de manzana 'Roqueta' tiene un fruto de tamaño pequeño; forma esférica, aplastada por los dos polos; piel brillante y suavemente untuosa; con color de fondo amarillo yema, sobre color bajo, color del sobre color rojo, distribución del sobre color chapa, presentando chapa en zona de insolación, poco extensa, de un rojo rosado, acusa punteado rojo ruginoso y alguno blanco, y con una sensibilidad al "russeting" (pardeamiento áspero superficial que presentan algunas variedades) débil; pedúnculo de longitud corto, sobrepasando levemente la cavidad, color rojizo, ensanchado en el extremo saliente, con frecuencia presenta alguna bráctea o yema en uno de los laterales, anchura de la cavidad peduncular amplia, profundidad cavidad pedúncular profunda, con chapa ruginosa más o menos acusada, borde liso o feblemente ondulado, y con  importancia del "russeting" en cavidad peduncular débil; anchura de la cavidad calicina relativamente amplia, profundidad de la cav. calicina profunda, en forma de cubeta, lisa o con pequeño arrugado, borde un poco ondulado, y con importancia del "russeting" en cavidad calicina débil; ojo pequeño y cerrado; sépalos triangulares, cortos, muy compactos en su base, con las puntas vueltas hacia fuera.
Carne de color crema con fibras verde amarillas; textura firme, jugosa; sabor agradable y aromático; corazón centrado o más cerca del pedúnculo, con ausencia total de las fibras que lo enmarcan; eje entreabierto; celdas semiarriñonadas; semillas de tamaño pequeño.
La manzana 'Roqueta' tiene una época de maduración y recolección muy tardía, madura en el invierno de San Baudilio de Llobregat. Se usa como manzana de mesa fresca de mesa.